# Norman Bellingham
Norman Bellingham (Fairfax, 23 dicembre 1964) è un ex canoista statunitense.

## Palmarès

### Olimpiadi
- 1 medaglia:
  - 1 oro (Seul 1988 nel K2 1 000 metri)